# Ala-Pispala
Ala-Pispala (français : bas Pispala) est un quartier de Tampere en Finlande .

## Description
Ala-Pispala est situé dans la partie ouest de Tampere.
Ylä-Pispala et Ala-Pispala sont le résultat de la partition du Pispala historique. 
Ala-Pispala est bordé par la ligne Tampere-Pori au nord, à l'est jusqu'à Ylä-Pispala, au sud par le lac Pyhäjärvi et à l'ouest par Hyhky. L'église de Pispala est située dans le quartier.

## Galerie

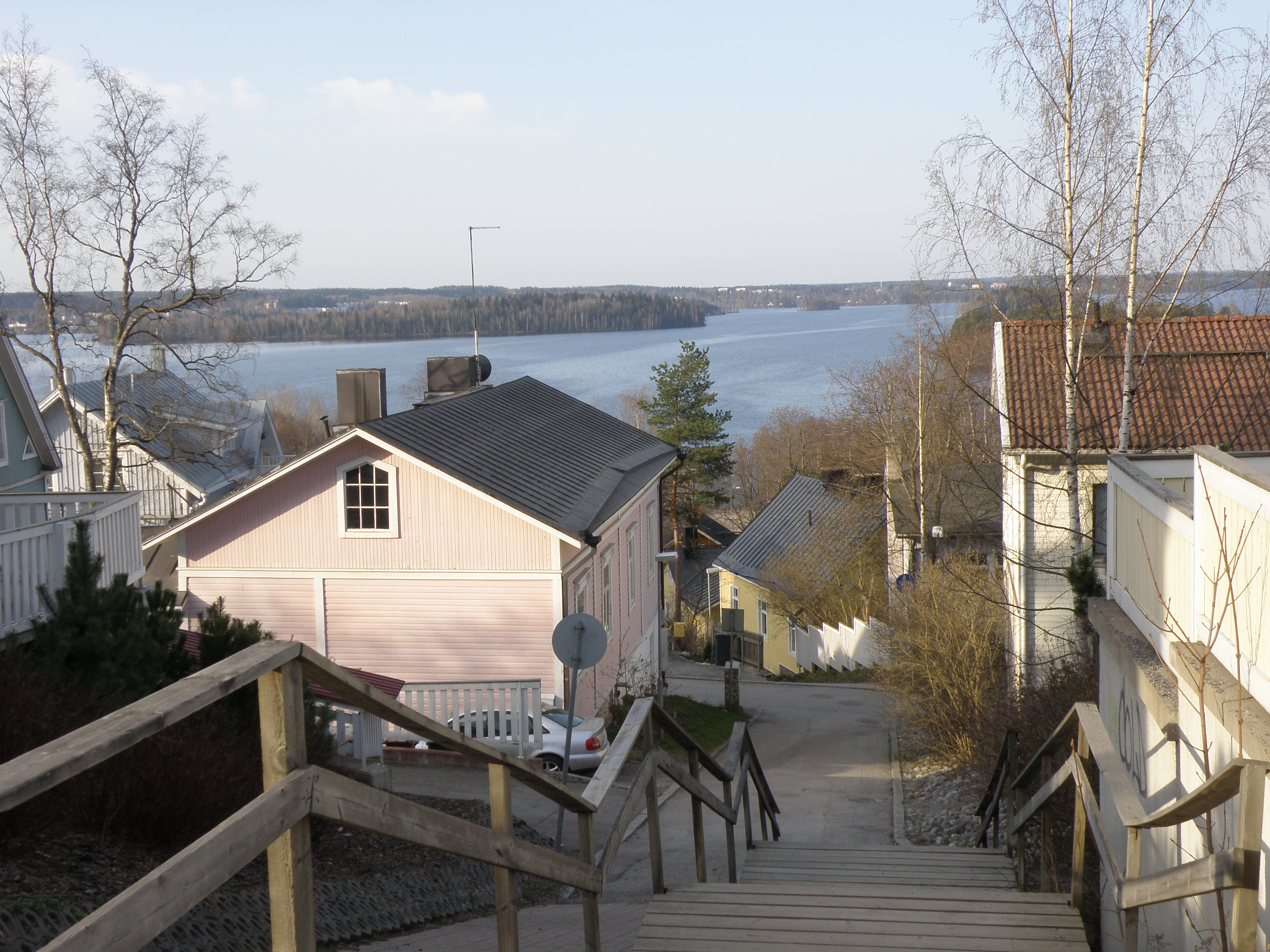
Vue sur le Pyhäjärvi.
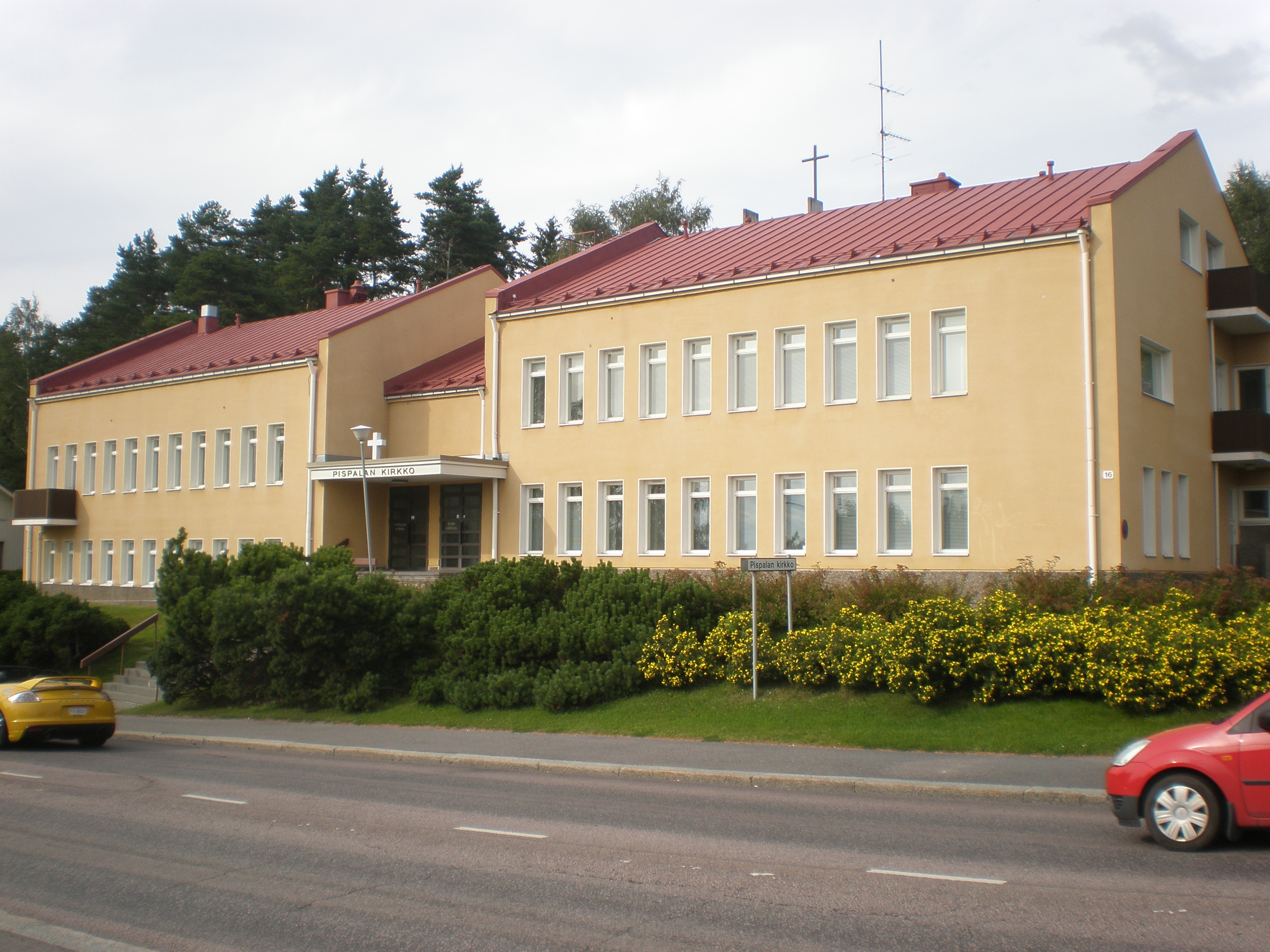
L'église de Pispala.
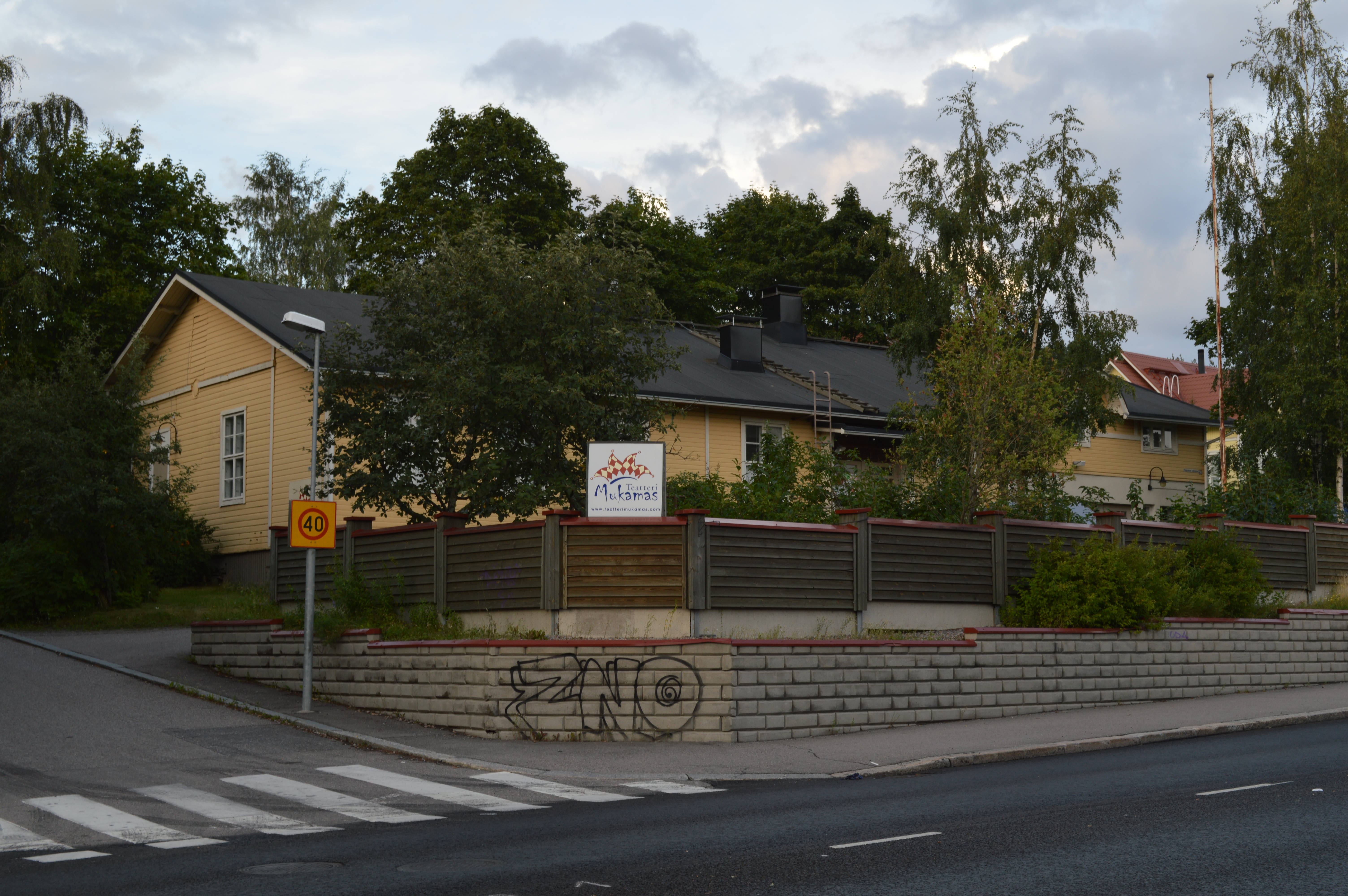
Théâtre Mukamas.